# Rigning
Et skibs rigning er i skibsterminologi en samlet betegnelse for master, tovværk og sejl. Sejlene benyttes til at fange vinden og drive skibet frem på vandoverfladen. Den stående rigning består dels af masterne og dels af tovværk der støtter og afstiver masterne, mens den løbende rigning justerer sejlenes stilling, så de giver optimal fremdrift.

## Skibstyper efter rigning
Benævnelser på skibs- og bådtyper er fremkommet ved at se på ligheder i skrogform, sejlføring, lasttype og desuden er der regionale forhold og tidsalder, der betyder noget for benævnelserne og kategoriseringerne. Her er vist nogle rigningstyper, der har været almindelige i Danmark, og som har givet navn til skibstyper.
- jagt
- Yawl - 2 mastet med mesan bag roraksel
- 2 mastet skonnert
- skonnertbrig
- brigantine
- bermudarigget lystyacht
- bark
- fuldrigger
- brig

## Master
Danske sejlførende fragtskibe brugte master, der var sat sammen af én, to eller tre stænger. En mast, der består af ét stykke, benævnes en pælemast og blev anvendt på jagt og galease.
En mast i to stykker, en undermast og en topstang, kaldes en skonnertrigget mast. En mast i tre stykker benævnes en fuldrigget mast og er sat sammen af undermast, mærsestang og topstang (eller bram- og røjlstang).
En skonnert har to eller flere skonnertriggede master med gaffelsejl på alle master foruden diverse stagsejl og topsejl. Stormasten er lavere end mesanmasten ved to master, ellers er masterne omtrent lige høje.
En ketch har en stormast, der er højere end mesanmasten.
En fuldrigger (eller fuldskib) har tre eller flere fuldriggede master med råsejl på alle master foruden mesan og diverse stagsejl.
Der fandtes desuden utallige skibstyper, der fremkom ved at have mastetyperne blandet. Nogle af disse rignings- og skibstyper kan ses ovenfor.

## Sejl
Der benyttes sejl i mange forskellige udformninger på sejlbåde og sejlskibe. Her ses et udvalg:
- Gaffelsejl
- Stagsejl
- Sprydsejl
- Latinersejl
- Råsejl

Sejl sys i forskellige typer sejldug af varierende kvalitet. Sejldug laves i hamp, bomuld, forskellige typer plastic samt blandingsmaterialer.

## Tovværk
Det der afstiver masterne kaldes stående gods; det man kontrollerer sejlene med, kaldes løbende gods.